# Gmina Gręboszów

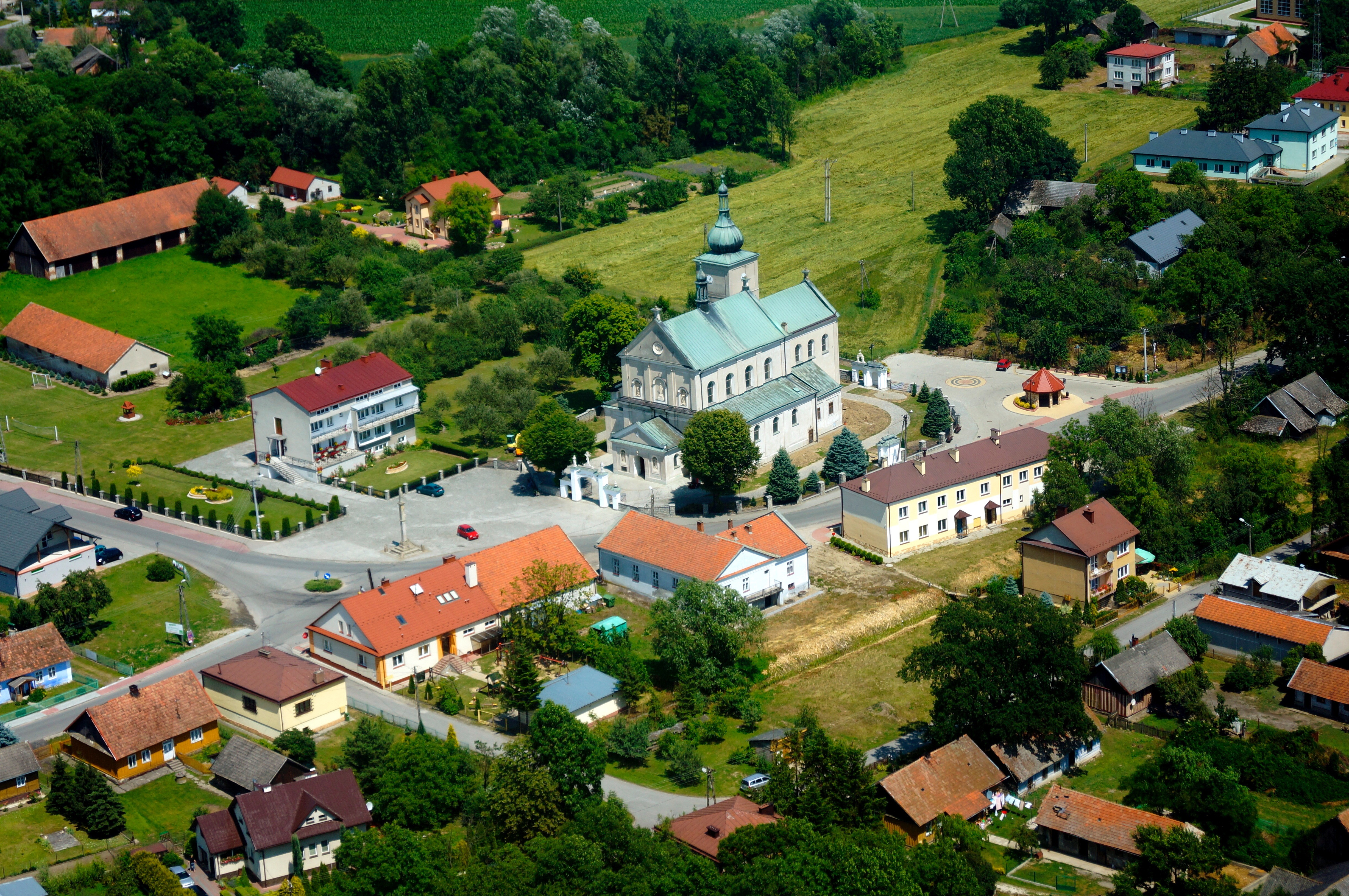
Ortsansicht

Die Gmina Gręboszów ist eine Landgemeinde im Powiat Dąbrowski der Woiwodschaft Kleinpolen in Polen. Ihr Sitz ist das gleichnamige Dorf.

## Gliederung
Zur Landgemeinde (gmina wiejska) Gręboszów gehören folgende Dörfer mit einem Schulzenamt:
Bieniaszowice
Biskupice
Borusowa
Gręboszów
Hubenice
Karsy
Kozłów
Lubiczko
Okręg
Ujście Jezuickie
Wola Gręboszowska
Wola Żelichowska
Zapasternicze
Zawierzbie
Żelichów

## Persönlichkeiten
Geboren in Gręboszów:
- Jakub Bojko (1857–1943), Politiker der Bauernbewegung, Abgeordneter im Galizischen Landtag, im Österreichischen Abgeordnetenhaus, Vizemarschall der Polnischen Verfassunggebenden Versammlung und des Senats der Republik Polen
- Henryk Sucharski (1898–1946), Major und 1939 Verteidiger der Westerplatte.